# Рязаново (Верхневолзьке сільське поселення)
Рязаново (рос. Рязаново) — присілок в Калінінському районі Тверської області Російської Федерації.
Населення становить 1341 особу. Входить до складу муніципального утворення Верхнєволзьке сільське поселення.

## Історія
Від 2005 року входить до складу муніципального утворення Верхнєволзьке сільське поселення.

## Населення
| 2010 |
| ---- |
| 1341 |